# Romolo Mariano
Romolo Mariano (ur. 18 grudnia 1991 w Bergamo) – włoski siatkarz, grający na pozycji przyjmującego. Od sezonu 2019/2020 występuje w drużynie Emma Villas Siena.